# Vauxaillon
Vauxaillon é uma comuna francesa na região administrativa de Altos da França, no departamento de Aisne. Estende-se por uma área de 13,77 km². Em 2010 a comuna tinha 545 habitantes (densidade: 39,6 hab./km²).